# Раднаев, Эрхито Раднаевич
Эрхито Раднаевич Раднаев (1 марта 1930 года—27 апреля 2014 года) — советский и российский учёный, педагог и лингвист, член-корреспондент РАО (1993).

## Биография
Родился 1 марта 1930 года в селе Баянгол Баргузинского района Бурят-Монгольской АССР.
По окончании Баянгольской средней школы он проработал год учителем Чилирской начальной школы Баянгольского сельсовета Баргузинского района.
В 1952 году — окончил Бурятский государственный педагогический институт имени Д. Банзарова, получил квалификацию «преподаватель бурят-монгольского языка и литературы» и звание учителя средней школы.
После окончания института работал преподавателем бурятского языка и литературы и завучем Оронгойской, Иволгинской средних школ Иволгинского района.
В 1954 году — переводится в Бурятский государственный университет на должность ассистента кафедры бурятского языка и литературы.
В августе 1955 года — переходит на должность младшего научного сотрудника отдела языка и письменности Бурят-Монгольского научно-исследовательского института культуры.
В 1958 году — защитил кандидатскую диссертацию, тема: «Баргузинский говор бурят-монгольского языка» (научный руководитель — Т. А. Бертагаев); в 1982 году — защитил докторскую диссертацию.
С 1962 года — работал в Бурятском государственном университете, где прошел путь от старшего преподавателя до профессора: заведующий кафедры бурятской филологии (1986—1990, 1996—1998), декан факультета бурятской филологии (1990—1996), профессор кафедры бурятской филологии (1998—2008), профессором-консультантом кафедры бурятского языка (с 2008 года и до конца жизни).
В 1965 году — присвоено учёное звание доцента, в 1984 году — профессора по кафедре бурятской филологии.
В 1993 году — был избран членом-корреспондентом Российской академии образования.
Эрхито Раднаевич Раднаев умер 27 апреля 2014 года.

### Память
В 2017 году в галерее Почета выдающихся деятелей образования Бурятии Бурятского республиканского института образовательной политики был размещен портрет Эрхито Раднаевича Раднаева.

## Научная деятельность
Вел исследования в области теории и методики обучения монгольским языкам, внес вклад в области диалектологии, орфографии, орфоэпии, фонетики бурятского языка, занимался проблемами методики преподавания учебных предметов, преподающихся на бурятском языке в диалектных условиях.

## Награды
- Знак «Отличник народного образования РСФСР»
- Почётное звание «Заслуженный деятель науки Республики Бурятия»
- почётные грамоты Президиума Верховного Совета Бурятской АССР, Народного Хурала Республики Бурятия
- Медаль «За доблестный труд в Великой Отечественной войне 1941—1945 гг.»
- Юбилейная медаль «50 лет Победы в Великой Отечественной войне 1941—1945 гг.»
- Медаль «300 лет М. В. Ломоносову»
- Медаль Г. К. Жукова
- Медаль К. Д. Ушинского
- Золотой почётный нагрудный знак Республики Бурятия